# Monilobracon tessmanni
Monilobracon tessmanni är en stekelart som först beskrevs av Szepligeti 1914.  Monilobracon tessmanni ingår i släktet Monilobracon och familjen bracksteklar. Inga underarter finns listade i Catalogue of Life.